# Список награждённых орденом Ленина в 1938 году
Список из 267 награждённых орденом Ленина в 1938 году (в том числе одновременно получивших звание  Герой Советского Союза — 48, из них 11 — посмертно ★).
Указами Президиума Верховного Совета СССР от:

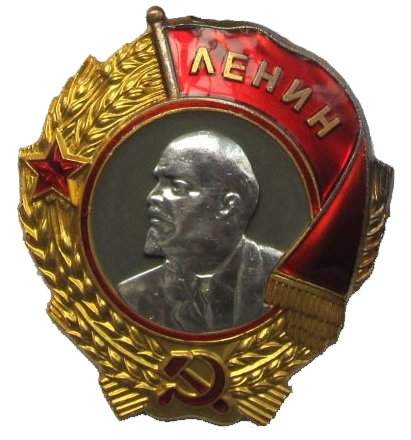
Орден Ленина третьего типа (1936—1943)

## Февраль

### 4 февраля
- О награждении работников Управления НКВД по Дальневосточному краю и работников Народного комиссариата путей сообщения

- За «образцовое и чёткое выполнение ответственного задания правительства по перевозкам» награждены:

— работники Народного комиссариата путей сообщения

1. Горшенин, Алексей Петрович
2. Попов, Никанор Иванович

### 8 февраля
- О награждении тов. Г. И. Петровского

- В связи с 60-летием и принимая во внимание «его выдающиеся заслуги перед рабочим классом и крестьянством» награждён:

- Петровский, Григорий Иванович

### 17 февраля
- О награждении тов. Ярославского Ем.

- В связи с 60-летием и принимая во внимание «его революционные заслуги перед рабочим классом и крестьянством» награждён:

- Ярославский, Емельян Михайлович

### 21 февраля
- О награждении Ленинградской государственной консерватории

- В связи с 75-летним юбилеем ЛГК и за выдающиеся заслуги в области подготовки музыкальных кадров награждены:

- Ленинградская государственная консерватория
- Ершов, Иван Васильевич — народный артист РСФСР, профессор Консерватории

### 22 февраля
- О награждении командного и начальствующего состава Рабоче-Крестьянской Красной Армии

- В связи с XX годовщиной Рабоче-Крестьянской Красной Армии и Военно-Морского Флота, за «проявленные мужество и самоотверженность в боях с врагами Советской власти и за выдающиеся успехи и достижения в боевой, политической и технической подготовке частей и подразделений Рабоче-Крестьянской Красной Армии» награждены:

1. маршал Советского Союза Ворошилов, Климент Ефремович
2. командарм 1-го ранга Федько, Иван Фёдорович
3. армейский комиссар 2-го ранга Мехлис, Лев Захарович
4. армейский комиссар 2-го ранга Щаденко, Ефим Афанасьевич
5. маршал Советского Союза Блюхер, Василий Константинович
6. командарм 2-го ранга Тимошенко, Семён Константинович
7. командарм 2-го ранга Кулик, Григорий Иванович
8. комдив Хозин, Михаил Семёнович
9. комкор Магер, Максим Петрович
10. комкор Ефремов, Михаил Григорьевич
11. комдив Яковлев, Всеволод Фёдорович
12. капитан Дудко, Степан Иванович
13. полковник Егорычев, Николай Иванович
14. полковник Ерёменко, Андрей Иванович
15. лейтенант Злыгостев, Иван Семёнович
16. майор Крючёнкин, Василий Дмитриевич
17. военинженер 1-го ранга Кузнецов, Василий Петрович
18. старший лейтенант Кучма, Пётр Михайлович
19. лейтенант Нечаев, Иван Константинович
20. старший лейтенант Новиков, Андрей Васильевич
21. военврач 2-го ранга Орлов, Алексей Фёдорович
22. лейтенант Тимохин, Степан Михайлович
23. военинженер 2-го ранга Троян, Иван Семёнович
24. капитан Чумаков, Дмитрий Максимович
25. полковник Шаробурко, Яков Сергеевич

- О награждении командиров, политработников, начальников и младших командиров-краснофлотцев Военно-Морского Флота

- В связи с 20-летием Рабоче-Крестьянской Красной Армии и Военно-Морского Флота, за «проявленные мужество и самоотверженность в боях с врагами Советской власти и за выдающиеся успехи и достижения в боевой, политической и технической подготовке кораблей, частей и подразделений Военно-Морского Флота» награждены:

1. армейский комиссар 1 ранга Смирнов П. А.
2. флагман флота 2 ранга Смирнов П. И.
3. флагман флота 2 ранга Галлер Л. М.
4. флагман 1 ранга Исаков И. С.
5. капитан 2 ранга Васильев А. П.
6. капитан 3 ранга Косьмин Д. М.
7. капитан 3 ранга Максимов П. В.

## Март

### 2 марта
- О присвоении звания Героя Советского Союза командирам Рабоче-Крестьянской Красной Армии

- За «образцовое выполнение специальных заданий Правительства по укреплению оборонной мощи Советского Союза и проявленный в этом деле героизм» награждены:

1.  полковник Серов, Анатолий Константинович
2.  старший лейтенант Шатров, Николай Константинович ★
3.  младший командир Новиков, Виктор Алексеевич

- О награждении командиров, политработников, инженеров и техников Рабоче-Крестьянской Красной Армии

- За выдающиеся успехи в боевой, политической и технической подготовке соединений, частей и подразделений Рабоче-Крестьянской Красной Армии награждены:

1. полковник Богданов М. А.
2. полковник Качанов К. М.
3. полковник Ляпин П. И.
4. полковник Ухов В. П.
5. майор Стариков А. Г.
6. майор Черняк С. И. (2-й орден ▶)
7. майор Лозыченко А. Г.
8. майор Терёхин М. Ф.
9. майор Плещенко Г. П.
10. майор Смирнов В. А.
11. майор Дояр С. А.
12. капитан Мастеров Г. А.
13. капитан Фотченков П. С.
14. капитан Серенко А. В.
15. капитан Антонов Е. С.
16. капитан Хлусович И. М.
17. капитан Иванов П. С.
18. капитан Бутрым П. П.
19. капитан Ожередов П. И.
20. старший лейтенант Долгий В. П. ★
21. старший лейтенант Шипитов Я. В.
22. лейтенант Сучков М. И.
23. лейтенант Рыбкин Л. Г.
24. лейтенант Аристов Е. Я.
25. лейтенант Скосырев П. А. ★
26. младший командир Акимов Д. Т.
27. младший командир Шевцов С. П.
28. младший командир Силаев С. В.

### 3 марта
- О награждении работников Экспедиции подводных работ особого назначения (ЭПРОН)

- В ознаменование ХХ-летия Рабоче-Крестьянской Красной Армии и Военно-Морского Флота награждён:

- Беленков, Сергей Ефимович — командир отделения водолазов.

### 4 марта
- О награждении работников авиационного орденоносного завода № 22

- За «выдающиеся успехи в деле освоения в производстве новой авиационной техники и укрепления боевой мощи Красного Воздушного Флота» награждён:

1. Кабелевский, Николай Филиппович — начальник цеха № 7
2. Тарасевич, Борис Николаевич — технический директор

### 8 марта
- О награждении командиров, политработников, младших командиров и красноармейцев РККА

- За выдающиеся успехи в боевой, политической и технической подготовке соединений, частей и подразделений Рабоче-Крестьянской Красной Армии награждены:

1. майор Шкодин П. А.
2. батальонный комиссар Шулятников Я. А.

### 14 марта
- О присвоении звания Героя Советского Союза командирам Рабоче-Крестьянской Красной Армии

- За «образцовое выполнение специальных заданий Правительства по укреплению оборонной мощи Советского Союза и проявленный в этом деле героизм» награждены:

1.  Сенаторов, Александр Сергеевич
2.  Душкин, Иван Иванович
3.  Шевченко, Владимир Илларионович
4.  Лапутин, Сергей Яковлевич
5.  Кручинин, Владимир Фёдорович ★
6.  Семёнов, Павел Афанасьевич

- О награждении командиров, политработников, младших командиров и красноармейцев Рабоче-Крестьянской Красной Армии

- За выдающиеся успехи в боевой, политической и технической подготовке соединений, частей и подразделений Рабоче-Крестьянской Красной Армии награждены:

1. полковник Соловьёв Д. П.
2. капитан Деревянко К. Н.

### 22 марта
- О награждении персонала дрейфующей станции «Северный полюс»

- За «проявленный героизм в деле выполнения правительственного задания» награждены:

с присвоением звания Герой Советского Союза
1.  Кренкель, Эрнст Теодорович — радист дрейфующей станции «Северный полюс» (1-й орден ▶)
2.  Ширшов, Пётр Петрович — научный работник дрейфующей станции «Северный полюс» (1-й орден ▶)
3.  Фёдоров, Евгений Константинович — научный работник дрейфующей станции «Северный полюс» (1-й орден ▶)

второй орден Ленина Герою Советского Союза
4. Папанин, Иван Дмитриевич — начальник дрейфующей станции «Северный полюс» (1-й орден ▶)
- О награждении награждении экипажей и экспедиционного состава судов «Таймыр», «Мурман», «Мурманец» и «Ермак»

- За «отличное выполнение правительственного задания о снятии персонала дрейфующей станции «Северный полюс»» награждены:

1. Барсуков Б. Д. — капитан ледокольного парохода «Таймыр»
2. Котцов И. Ф. — капитан ледокольного парохода «Мурман»
3. Ульянов И. Н. — капитан зверобойного судна «Мурманец»
4. Остальцев А. В. — начальник экспедиции на ледокольном пароходе «Таймыр»
5. Власов Г. П. — пилот

### 23 марта
- О награждении особо отличившихся работников по кинофильмам «Ленин в Октябре», «Пётр 1-й» и «Богатая невеста»

- «В связи с выпуском выдающихся кинофильмов, получивших единодушное одобрение зрителей: «Ленин в Октябре», «Пётр 1-й» и колхозный фильм «Богатая невеста», награждены:

1. Щукин Б. В. — артист, исполнитель роли В. И. Ленина в кинокартине «Ленин в Октябре»
2. Ромм М. И. — режиссёр кинокартины «Ленин в Октябре»
3. Каплер А. Я. — автор сценария кинокартины «Ленин в Октябре»
4. Толстой А. Н. — автор сценария кинокартины «Пётр 1-й»
5. Петров В. М. — режиссёр и соавтор сценария кинокартины «Пётр 1-й»
6. Симонов Н. К. — артист, исполнитель роли Петра 1-го
7. Пырьев И. А. — режиссёр кинофильма «Богатая невеста»

### 27 марта
- О награждении Артиллерийской академии РККА им. Дзержинского

- Отмечая большие заслуги в деле подготовки командиров и инженеров-артиллеристов, в ознаменование её 20-й годовщины, награждена:

- Артиллерийская академия РККА им. Дзержинского

## Апрель

### 1 апреля
- О награждении особо отличившихся по кинофильмам артистов

- Из особо отличившихся по кинофильмам артистов награждён:

- Чирков Б. П. — исполнитель роли Максима в кинокартинах «Юность Максима» и «Возвращение Максима».

### 17 апреля
- О награждении Азербайджанского государственного театра оперы и балета имени М. Ф. Ахундова

- За «выдающиеся успехи в деле развития азербайджанского оперного искусства» награждён:

- Азербайджанский государственный театр оперы и балета имени М. Ф. Ахундова

- О награждении работников Азербайджанского государственного театра оперы и балета имени М. Ф. Ахундова, Азербайджанской государственной филармонии — участников декады азербайджанского искусства в Москве

- За «выдающиеся заслуги в деле развития азербайджанского оперного искусства, азербайджанской музыки, песни и танцев» награждён:

- Гаджибеков, Узеир Абдул Гусейн оглы — композитор, народный артист Азербайджанской ССР.

- О награждении Киевской государственной консерватории

- В связи с 25-летним юбилеем и за «за выдающиеся заслуги в области подготовки музыкальных кадров Советской Украины» награждена:

- Киевская государственная консерватория

## Май

### 19 мая
- О награждении тов. Джамбула Джабаева

- В связи с 75-летием творческой деятельности награждён:

- Джамбул Джабаев — народный певец Казахстана

## Июль

### 15 июля
- О награждении тт. Осипенко П. Д., Ломаковой В. Ф. и Расковой М. М.

- За «успешное выполнение заданий Правительства по беспосадочному перелёту Севастополь—Архангельск на одномоторном гидросамолете «МП-1» и за проявленную при этом доблесть», награждены:

1. старший лейтенант Осипенко, Полина Денисовна (2-й орден)
2. старший лейтенант Ломако, Вера Фёдоровна
3. лейтенант Раскова, Марина Михайловна — штурман (2-й орден)

- О награждении тов. Шверника Н. М.

- В связи с исполнившимся 50-летием и «принимая во внимание выдающиеся заслуги перед рабочим классом», награждён:

- Шверник, Николай Михайлович — первый секретарь ВЦСПС

### 17 июля
- О награждении экипажа самолета «Москва»

- За «осуществление героического беспосадочного дальнего перелета по маршруту Москва — Владивосток и за проявленное при этом выдающееся мужество и выдержку» награждены:

1.  Коккинаки, Владимир Константинович — командир экипажа самолета «Москва» (1-й орден ▶)
2.  Бряндинский, Александр Матвеевич — штурман самолёта «Москва»

## Октябрь

### 19 октября
- О награждении командного, начальствующего состава, красноармейцев Рабоче-Крестьянской Красной Армии и войск НКВД

- За «образцовое выполнение специальных заданий правительства по укреплению оборонной мощи Советского Союза и за выдающиеся успехи и достижения в боевой, политической и технической подготовке соединений, подразделений и частей Рабоче-Крестьянской Красной армии и войск НКВД» награждены:

1. капитан государственной безопасности Белкин, Михаил Ильич
2. капитан государственной безопасности Гаевский, Станислав Ипполитович
3. лейтенант Емельянов, Владимир Васильевич
4. старший лейтенант Калинин-Галдин, Владимир Фёдорович
5. воентехник 2 ранга Меньшов, Александр Николаевич
6. комбриг Норейко, Николай Казимирович
7. капитан Филиппов, Виктор Павлович
8. капитан Чупров, Илья Михайлович
9. Шевченко Тимофей Иванович

### 25 октября
- О присвоении звания Героя Советского Союза командирам, политработникам, врачам и красноармейцам Рабоче-Крестьянской Красной Армии

- За «образцовое выполнение боевых заданий и геройство, проявленное при обороне района озера Хасан» награждены:

1.  младший командир Баринов, Николай Михайлович
2.  командир отделения Батаршин, Гильфан Абубекерович
3.  капитан Бочкарёв, Михаил Степанович
4.  военврач 2-го ранга Бегоулев, Борис Петрович
5.  заместитель политрука Бамбуров, Сергей Никонорович
6.  старший лейтенант Боровиков, Андрей Евстигнеевич ★
7.  лейтенант Виневитин, Василий Михайлович ★
8.  лейтенант Винокуров, Вячеслав Петрович
9.  красноармеец Гуденко, Сергей Гаврилович
10.  политрук Гвоздев, Иван Владимирович ★
11.  младший командир Корнев, Григорий Семёнович ★
12.  красноармеец Колесников, Григорий Яковлевич ★
13.  старший лейтенант Левченко, Дорофей Тимофеевич
14.  лейтенант Лазарев, Иван Романович
15.  лейтенант Махалин, Алексей Ефимович ★
16.  лейтенант Мошляк, Иван Никонович
17.  капитан Провалов, Константин Иванович
18.  младший командир Пушкарёв, Константин Иванович ★
19.  старший политрук Пожарский, Иван Алексеевич ★
20.  младший командир Раков, Василий Сергеевич
21.  младший командир Рассоха, Семён Николаевич ★
22.  лейтенант Терёшкин, Пётр Фёдорович
23.  младший командир Тимаков, Александр Иванович
24.  младший комвзвод Чернопятко, Иван Давидович
25.  красноармеец Чуйков, Егор Сергеевич
26.  красноармеец Ягудин, Керим Мусякович

- О награждении 40-й стрелковой дивизии

- За «образцовое выполнение боевых заданий, за доблесть и геройство, проявленные личным составом при обороне района озера Хасан» награждена:

- 40-й стрелковая дивизия

- О награждении командного, начальствующего состава, красноармейцев Рабоче-Крестьянской Красной Армии

- За «образцовое выполнение боевых заданий, за доблесть и мужество, проявленные при обороне района озера Хасан» награждены:

1. лейтенант Абакумов, Сергей Андреевич
2. лейтенант Быховцев, Григорий Яковлевич
3. красноармеец Бигус, Степан Афанасьевич
4. красноармеец Багров, Владимир Корнеевич
5. полковник Базаров, Владимир Кузьмич
6. заместитель политрука Базеев, Сергей Александрович
7. заместитель политрука Бацура, Пётр Евсеевич
8. младший командир Базанов, Николай Павлович
9. младший командир Быченков, Илья Яковлевич
10. красноармеец Белоногов, Сергей Иванович
11. красноармеец Бродовиков, Иван Иванович
12. красноармеец Вялых, Василий Александрович
13. младший командир Гальянов, Александр Васильевич
14. капитан Ганичев, Пётр Иванович
15. политрук Гузанов, Григорий Михайлович
16. младший командир Гацко, Михаил Максимович
17. младший командир Гусев, Семён Иванович
18. красноармеец Госсек, Пётр Исаакович
19. красноармеец Дедов, Пётр Андреевич
20. красноармеец Дылгин, Павел Георгиевич
21. лейтенант Душкин, Антон Парфёнович
22. красноармеец Есин, Василий Николаевич
23. красноармеец Емцов, Давид Ефанович
24. старший лейтенант Елисеев, Пётр Николаевич
25. красноармеец Желенков, Никифор Петрович
26. лейтенант Зимин, Георгий Васильевич
27. красноармеец Зуев, Александр Степанович
28. лейтенант Злой, Матвей Сергеевич
29. красноармеец Захаров, Иван Александрович
30. лейтенант Иванов, Сергей Владимирович
31. младший командир Иртегов, Михаил Васильевич
32. красноармеец Исаков, Прокопий Прокопьевич
33. бригадный комиссар Иванченко, Захар Фёдорович
34. капитан Куценко, Николай Васильевич
35. старший лейтенант Кулагин, Алексей Иванович
36. политрук Куманов, Иван Петрович
37. политрук Куяров, Михаил Иванович
38. лейтенант Кукин, Иван Андреевич
39. младший командир Кривенко, Дмитрий Наумович
40. младший командир Кузнецов, Фёдор Ефимович
41. младший командир Зось, Александр Фёдорович
42. красноармеец Кургалеев, Хамит
43. лейтенант Курдюков, Пётр Иванович
44. красноармеец Моряков, Фёдор Евдокимович
45. младший командир Курков, Николай Михайлович
46. красноармеец Кувшинов, Михаил Никифорович
47. лейтенант Коновалов, Сергей Никитович
48. красноармеец Кошкин, Николай Петрович
49. красноармеец Карташёв, Фёдор Иванович
50. красноармеец Кобяков, Павел Александрович
51. красноармеец Ковыляев, Фёдор Никитович
52. красноармеец Кособоков, Иван Дмитриевич
53. красноармеец Кокоткин, Михаил Семёнович
54. старший лейтенант Ласкин, Анатолий Фёдорович
55. лейтенант Лобанов, Серафим Сергеевич
56. красноармеец Лыткин, Михаил Иванович
57. красноармеец Лисняк, Роман Егорович
58. красноармеец Лукьяненко, Афанасий Николаевич
59. политрук Малахов, Николай Михайлович
60. красноармеец Медведев, Пётр Иванович
61. старший лейтенант Матвеев, Арсентий Максимович
62. старший лейтенант Московец, Михаил Гаврилович
63. лейтенант Моргунов, Василий Васильевич
64. старший лейтенант Никифоров, Александр Трофимович
65. политрук Никаноров, Иван Иванович
66. младший командир Никифоров, Пётр Фёдорович
67. красноармеец Накорняков, Василий Иванович
68. красноармеец Немировский, Леонид Иванович
69. младший командир Ошурков, Николай Васильевич
70. красноармеец Остапченко, Кирилл Романович
71. красноармеец Поздеев, Василий Игнатьевич
72. красноармеец Русаков, Иван Васильевич
73. старший политрук Самаруков, Виктор Никанорович
74. младший командир Семёнов, Василий Степанович
75. младший командир Сосновский, Григорий Федотович
76. старший лейтенант Сидоренко, Ефим Семёнович
77. красноармеец Сотников, Иван Иванович
78. красноармеец Савиных, Александр Кириллович
79. лейтенант Смоляков, Сергей Игнатьевич
80. комбриг Федотов, Александр Николаевич
81. старший лейтенант Протопопов, Ефим Леонтьевич
82. старший лейтенант Трифонов, Дмитрий Михайлович
83. старший политрук Туликов, Пётр Васильевич
84. младший командир Хрусталёв, Гавриил Филиппович
85. лейтенант Христолюбов, Сергей Яковлевич
86. младший командир Шляхов, Трофим Михайлович
87. красноармеец Шейн, Григорий Иванович
88. красноармеец Шестопалов, Николай Дмитриевич
89. красноармеец Шмелёв, Иван Ефимович
90. младший командир Южаков, Михаил Степанович
91. младший командир Московкин, Яков Николаевич
92. заместитель политрука Смирнов, Пётр Кондратьевич
93. красноармеец Сивков, Фёдор Семёнович
94. старший лейтенант Фомичёв, Михаил Фёдорович
95. капитан Якубович, Иван Васильевич

### 26 октября
- О награждении награждении артистов Московского Ордена Ленина Художественного Академического театра СССР имени М. Горького

- В связи с 40-летием Московского Ордена Ленина Художественного Академического театра СССР имени М. Горького награждены:

1. Книппер-Чехова, Ольга Леонардовна — народная артистка СССР
2. Тарханов, Михаил Михайлович — народный артист СССР
3. Лилина, Мария Петровна — народная артистка РСФСР
4. Шевченко, Фаина Васильевна — народная артистка РСФСР

## Ноябрь

### 2 ноября
- О награждении экипажа самолета «Родина»

- За «осуществление героического беспосадочного дальнего перелета по маршруту Москва — Дальний Восток, установление женского международного рекорда дальности полёта по прямой и за проявленное при этом выдающееся мужество и выдержку» награждены:

1.  Гризодубова, Валентина Степановна — командир экипажа самолета «Родина»
2.  Осипенко, Полина Денисовна — второй пилот самолёта «Родина» (1-й орден)
3.  Раскова, Марина Михайловна — штурман самолёта «Родина» (1-й орден)

### 14 ноября
- О присвоении звания Героя Советского Союза командирам Рабоче-Крестьянской Красной Армии

- За «образцовое выполнение специальных заданий Правительства по укреплению оборонной мощи Советского Союза и за проявленное геройство» награждены:

1.  капитан-лейтенант Бурмистров, Иван Алексеевич
2.  майор Гусев, Александр Иванович
3.  лейтенант Романов, Александр Георгиевич ★

- О присвоении звания Героя Советского Союза командирам Рабоче-Крестьянской Красной Армии

- За «образцовое выполнение специальных заданий Правительства по укреплению оборонной мощи Советского Союза и за проявленное геройство» награждены:

1.  полковник Благовещенский, Алексей Сергеевич
2.  полковник Полынин, Фёдор Петрович

- О награждении командиров, политработников, инженеров, врачей, техников, младших командиров и красноармейцев Рабоче-Крестьянской Красной Армии

- За образцовое выполнение специальных заданий Правительства по укреплению оборонной мощи Советского Союза и за выдающиеся успехи в боевой, политической и технической подготовке соединений, частей и подразделений Рабоче-Крестьянской Красной Армии награждены:

1. лейтенант Вихров, Тимофей Егорович
2. лейтенант Вязников, Александр Фёдорович
3. лейтенант Журавлёв, Николай Иванович
4. старший лейтенант Ильин, Николай Иванович
5. лейтенант Капустин, Иосиф Егорович
6. майор Кузнецов, Виктор Владимирович
7. военинженер 3-го ранга Прачик, Иван Андреевич
8. лейтенант Рязанов, Андрей Матвеевич
9. лейтенант Смоляков, Платон Ефимович
10. лейтенант Сорокин, Леон Иванович
11. лейтенант Сюсюкалов, Никита Тимофеевич
12. лейтенант Шестаков, Лев Львович
13. лейтенант Шубин, Георгий Михайлович

## Декабрь

### 15 декабря
- О награждении майора Осадчего А. П.

- За «образцовое выполнение специальных заданий Правительства по укреплению оборонной мощи Советского Союза и за личную храбрость» награждён:

- майор Осадчий, Александр Петрович